# Saint-Cirgues-de-Jordanne
 Saint-Cirgues-de-Jordanne  es una población y comuna francesa, situada en la región de Auvernia, departamento de Cantal, en el distrito de Aurillac y cantón de Aurillac-4.

## Demografía
| 285 | 293 | 249 | 223 | 199 | 176 |
| Para los censos de 1962 a 1999 la población legal corresponde a la población sin duplicidades (Fuente: INSEE [Consultar]) |     |     |     |     |     |